# مرکلین (ناحیه پلزن-جنوبی)
مرکلین (به چکی: Merklín) یک منطقهٔ مسکونی در جمهوری چک است که در Plzeň-South District واقع شده‌است. مرکلین ۱۷ کیلومتر مربع مساحت و ۱٬۰۳۵ نفر جمعیت دارد و ۳۸۵ متر بالاتر از سطح دریا واقع شده‌است.

## گالری

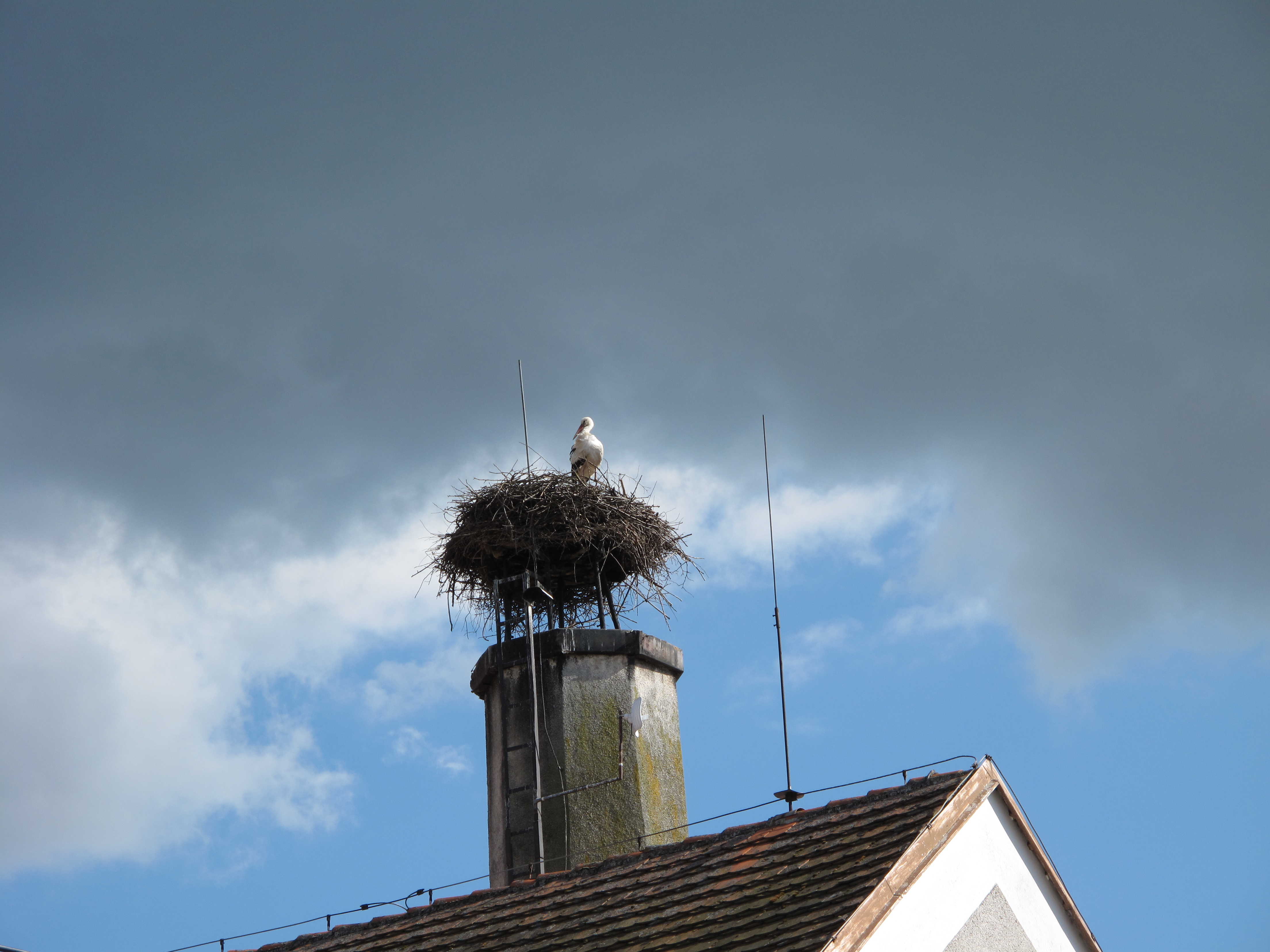
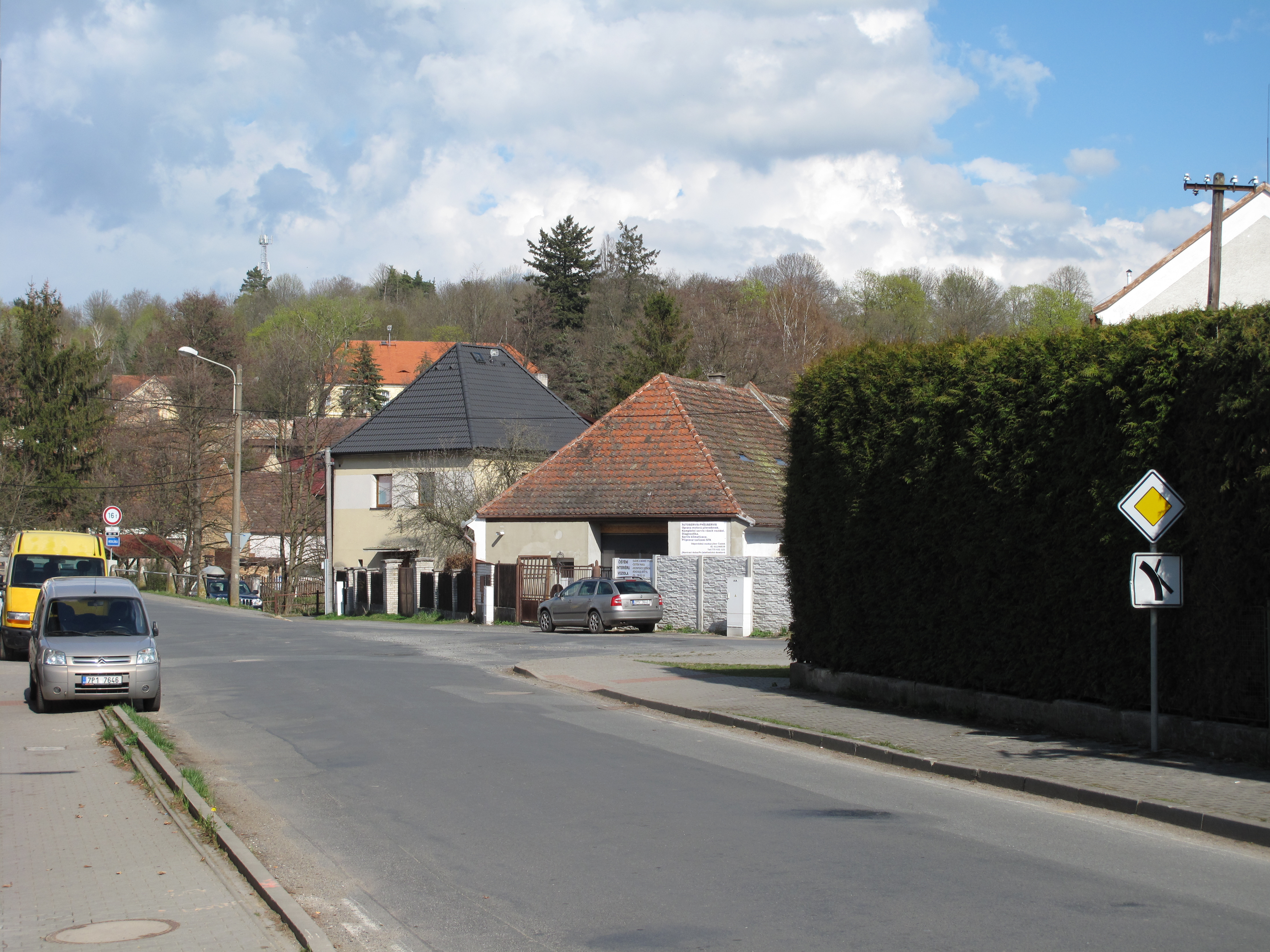
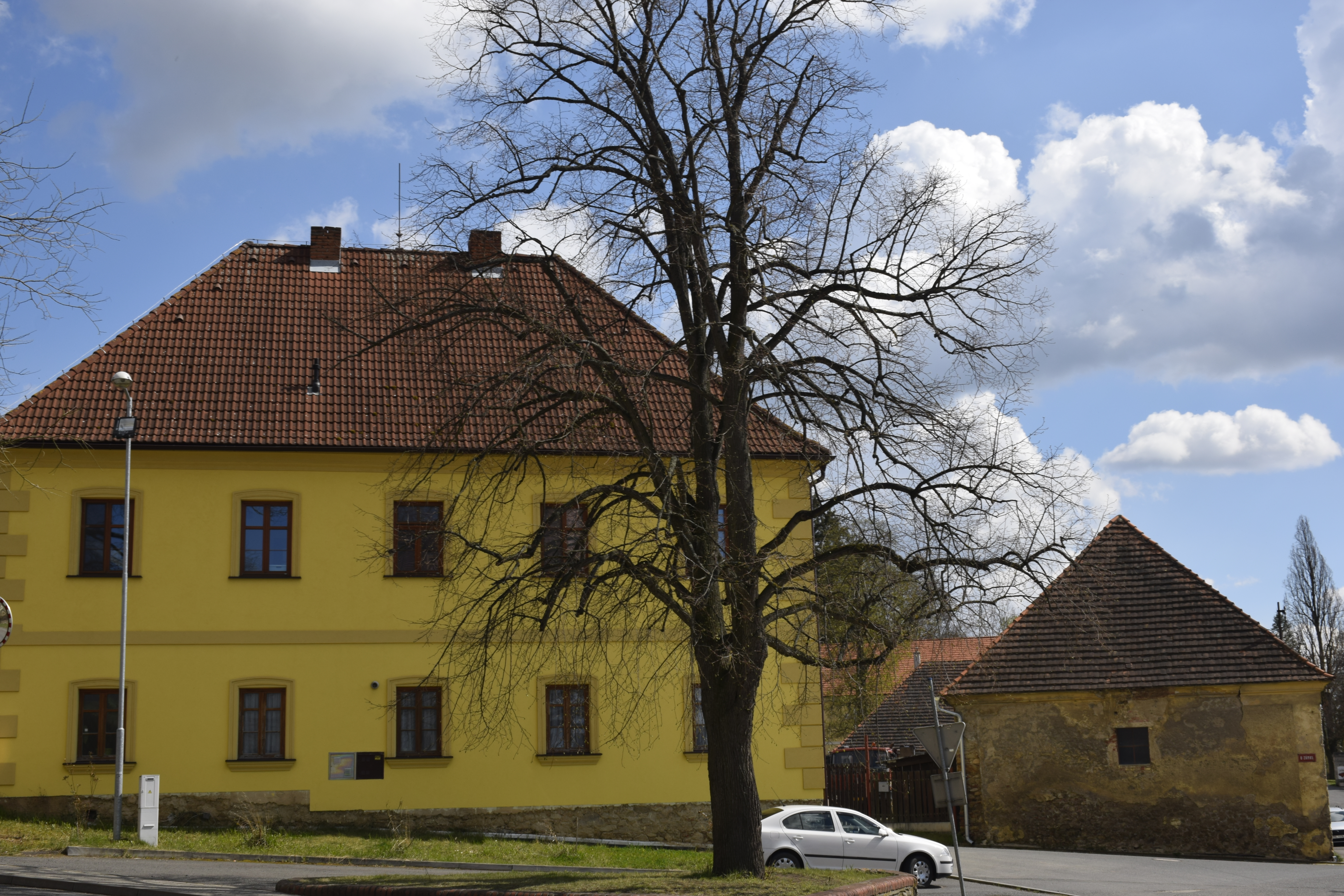